# Guglielmo Becchi
(Vespasiano Fiorentino, Vite di uomini illustri del secolo XV, Roma, 1539)
Guglielmo Becchi (Firenze, 1411 circa – Firenze, 1491) è stato un filosofo, teologo e vescovo cattolico italiano.

## Biografia

### Origini e carriera ecclesiastica
Di famiglia nobile entrò giovanissimo nell'Ordine di Sant'Agostino. Fece prima i suoi studi di grammatica all'Università di Padova e poi quelli di filosofia e teologia a Bologna. Passò infine a Parigi dove si perfezionò nelle sette arti liberali (Trivio e Quadrivio) e in teologia.
Dopo gli studi ritornò a Firenze «e altrove a predicare, ed ebbe grandissimo concorso nelle predicazioni, e aveva mirabile audienza di popoli e degli uomini dotti, perché soddisfaceva a ognuno» infatti «aveva dalla sua natura d'essere eloquentissimo; il tempo che aveva lo consumava in predicare e in leggere e in comporre».
Nel 1440 entrò a far parte del Collegio dei Teologi di Firenze e nel 1451 divenne lettore di Sacra teologia a Bologna. Questo fino al capitolo generale degli agostiniani che si tenne a Siena nel 1460 e in cui venne eletto alla carica di generale del suo ordine «dove consumò assai tempo a visitare tutto l'ordine, e in Francia e nella Magna e in Inghilterra; e in tutti questi luoghi dimostrò la virtù della sua dottrina, e in tutta Italia».
Dieci anni dopo, lasciato il generalato, il pontefice Paolo II gli conferì, essendo vacante, il vescovado di Fiesole di cui in seguito fece rinuncia nell'anno 1480.
«Attese, di poi che fu levato di questa cura dell'ordine e venuto al vescovado, a comporre; e compose il comento sopra l'Etica d'Aristotele, libro molto stimato. Comentò ancora l'Economia d'Aristotele, e fece molti sermonari predicabili a più materie, e quadragesimali e festivi. In tutte le sue opere fu molto lodato e commendato da tutti i dotti. Fece scrivere e comperò moltissimi volumi di libri per fare una biblioteca, i quali libri ha messi nel convento di Santo Spirito di Firenze, e alcuni ne donò alla libraria di Santa Maria del Fiore, come si vede, dove è il nome suo per sua memoria. E così dispensò il suo tempo laudabilmente».
Incerto l'anno della sua morte. Per alcuni il 1490 e per altri il 1496 anche se la data più probabile sembra essere quella del 1491
«Una sola opera ne abbiamo stampata, cioè un'Apologia del suo Ordine pubblicata in Firenze nell'anno 1491. Ma assai più se ne conservano manoscritte nella libreria di S. Spirito nella detta città e altrove, e molte di esse sono comenti su' libri di Aristotele, altre sono di argomento teologico». Notevoli anche delle sue osservazioni su una cometa dedicate a Piero di Cosimo de' Medici e conservate manoscritte nella Biblioteca Magliabechiana di Firenze.